# Distinció de la Generalitat Valenciana al Mèrit Cultural
La Distinció de la Generalitat Valenciana al Mèrit Cultural l'atorga la Generalitat Valenciana i té com a objectiu distingir a les persones, entitats i col·lectius que pels seus mèrits hagen contribuït a destacar l'aportació del País Valencià en qualsevol àmbit cultural en el marc de les Distincions 9 d'Octubre. Atorgades mitjançant decret del Consell a proposta del Consell Valencià de Cultura, Conseller de Cultura (consultat el Consell Valencià de Cultura), Conseller de Cultura quan el nombre de candidatures no excedisca de dues. Limitada anualment a un màxim de dos, quatre de forma excepcional. Va ser adoptada en 1986 mitjançant el Decret 35/1986, de 10 de març, modificat pels decrets 25/1994, de 8 de febrer, 255/1997, de 8 d'octubre i 190/2003, de 3 d'octubre.

## Guardonats
- 2023: Nino Bravo[2] (a títol pòstum) i Seguridad Social[3].
- 2022: Rafa Lahuerta Yúfera, Pilar Dolz Mestre, Editorial Pre-Textos, Magüi Mira Franco, Fermín Pardo Pardo, Antoni Miró i Bravo i Cristina de Middel.
- 2021: Juli Mira Moya, Carme Portaceli Roig, Cristina Durán Cosell, Daniel Miquel i Antich, Al Tall, Francisco Martínez López "Quico el Guerrillero", Ploma 2.[4][5]
- 2020:
- 2019: Sol Picó Monllor, Ana Penyas, Mamen García, Miguel Calatayud Cerdán, Llorenç Giménez Tarazona, Escoles d'artesans Fundació de la Comunitat Valenciana, Institut d'Ensenyament Secundari Lluís Vives de València.[4]
- 2018: Cor Sant Yago (50 anys), Paco Muñoz, Merxe Banyuls, Lluís Miquel Campos, Francisca Aguirre, Paula Bonet, Isabel Morant, Reial Acadèmia de Belles Arts de Sant Carles (250 aniversari), Salvador Montesa.[6]
- 2017: José Soler Vidal Monjalés, Institut Confuci de la Universitat de València, Didín Puig i Grau, Enric Arenós Cortés, Quique, i Pepe Díaz Azorín[7]
- 2016: Manuel Boix Álvarez, Carmen Calvo Sáenz de Tejada, Carmen Aranegui Gascó, Teatre Olympia.[8]
- 2015: José María Morera, Jesús Martínez Guerricabeitia (A títol pòstum), Rafael Chirbes (A títol pòstum).[9]
- 2014: Petits Cantors de València.[10]
- 2013: Josep Gimeno i Montell (Botifarra), Escolania de la Mare de Déu dels Desemparats, María Luisa Merlo.[11]
- 2012: José Asunción Martínez Sancho, Banda Primitiva de Llíria, Festes de la Mare de Déu de la Salut d'Algemesí.[12]
- 2011: Ramón de Soto Arandiga, Societat Filharmònica de València, Banda Municipal de València, Francisco Cano Lorenza, Canito.[13]
- 2010: Ignacio Bayarri Lluch (Nassio Bayarri), Manuel Silvestre Montesinos, Associació de Cronistes del Regne de València.[14]
- 2009: Exposició Visió d'Espanya de la Fundació Bancaixa, Exposició de Grècia en el Museu Arqueològic provincial d'Alacant-MARQ, Museu Escolar de Pusol (Elx), Alberto González el Verger.[15]
- 2008: Joan García Ripollés.[16]
- 2007: Romiatge de les Canyes, Romiatge de la Santa Faç, Fernando Benito Doménech.[17][18]
- 2006: Societat Filharmònica de Castelló, Francisco Brines Bañó.[19]
- 2005: Certamen Internacional d'Havaneres i Polifonia de Torrevella, Vicente Luna Cerveró, Maria Luz Terrada Ferrandis.[20]
- 2004: Reial Col·legi Seminari Corpus Christi de València,[21] Pelegrins de Les Useres,[21] Betlem de Tirisiti,[22] José Esteve Edo.[20]
- 2003: Societat Unió Musical de Llíria,[23] Federico García Moliner,[24] Amparo Rivelles Ladrón de Guevara, María Fernanda D'Ocón.[25]
- 2002: Francisco Canet Cubel, Miquel Navarro Navarro, Amand Blanquer i Ponsoda.[26][27][28]
- 2001: José Bernabeu Alberola, Joaquín Michavila Asensi.[29][30]
- 2000: José Vidal-Beneyto, Francesc Esteve Gàlvez.[28][31]
- 1999: Antonio Mestre Sanchis, María Consuelo Reyna Doménech, Manuel Valdés Blasco.[28][32][33]
- 1998: Santiago Grisolía García.[34]
- 1997: Xavier Casp i Verger, Manuel Sanchis Guarner, Juan Ferrando Badía, Matilde Salvador Segarra.[35][36][37]
- 1996: Vicente Aguilera Cerni, Eduardo Primo Yúfera.[28]
- 1995: Domingo Fletcher Valls, Felipe Garín Ortiz de Taranco.[28]
- 1994: Enrique Antonio Llobregat Conesa.[28]
- 1993: Antoni Ferrandis Monrabal.[38]
- 1992: Rafael Catalá Lucas, Karpa.[28]
- 1991: Enric Soler i Godes.[39]
- 1990: Manuel Hernández Mompó.
- 1989: Vicent Andrés i Estellés.
- 1988: Joan Fuster i Ortells, Juan Gil-Albert.
- 1986: Joaquín Rodrigo Vidre, Àngel Sánchez Gozalbo.[28]